# هانا مارون
هانا مارون (عبری: חנה מרון‎؛ ۲۲ نوامبر ۱۹۲۳ – ۳۰ مهٔ ۲۰۱۴) هنرپیشه یهودی اهل آلمان بود. وی برندهٔ جوایزی همچون جایزه اسرائیل شده‌است.